# 東南亞足球協會
東南亞足球協會（英語：ASEAN Football Federation，AFF），為東南亞國家所組成隸屬於亞洲足協的足球組織。该組織由汶萊、印尼、馬來西亞、菲律賓、新加坡和泰國等國家於1984年共同成立。柬埔寨、寮國、緬甸和越南在1996年加入。1996年協會舉辦了第一屆老虎盃，之後進一步擴大它的作用。2004年東帝汶加入。2006年1月1日澳洲加入亞洲足協，并派青年隊參加東南亞青年錦標賽。2008年8月7日協會宣布鈴木株式會社成為東南亞足球錦標賽新的贊助商。

## 成員國
東南亞足球協會一共有 12 個成員國，所有成員國均是亞洲足球協會會員。
| 代碼 | 成員國               | 加入 | 國家隊       | 國家聯賽     |
| ---- | -------------------- | ---- | ------------ | ------------ |
| AUS  | 澳洲                 | 2013 | (男子, 女子) | (男子, 女子) |
| BRU  | 汶萊（創始成員）     | 1984 | (男子)       | (男子)       |
| CAM  | 柬埔寨               | 1996 | (男子, 女子) | (男子, 女子) |
| IDN  | 印尼 （創始成員）    | 1984 | (男子, 女子) | (男子, 女子) |
| LAO  | 老撾                 | 1996 | (男子, 女子) | (男子, 女子) |
| MAS  | 馬來西亞（創始成員） | 1984 | (男子, 女子) | (男子, 女子) |
| MYA  | 緬甸                 | 1996 | (男子, 女子) | (男子, 女子) |
| PHI  | 菲律賓（創始成員）   | 1984 | (男子, 女子) | (男子, 女子) |
| SIN  | 新加坡（創始成員）   | 1984 | (男子, 女子) | (男子, 女子) |
| THA  | 泰國（創始成員）     | 1984 | (男子, 女子) | (男子, 女子) |
| TLS  | 東帝汶               | 2004 | (男子, 女子) | (男子, 女子) |
| VIE  | 越南                 | 1996 | (男子, 女子) | (男子, 女子) |

## 賽事

### 男子
- 東南亞足球錦標賽（以前称作老虎盃，目前称作鈴木盃）
- 東南亞足協超級聯賽

### 青年
- 東南亞U23青年錦標賽
- 東南亞U19青年錦標賽
- 東南亞U16青年錦標賽

### 女子
- 東南亞女子足球錦標賽
- U16東南亞女子足球錦標賽

### 五人制足球
- 東南亞五人制足球錦標賽

## 外部連結
- 官方網站